# Synema vittatum
Synema vittatum là một loài nhện trong họ Thomisidae.
Loài này thuộc chi Synema. Synema vittatum được Eugen von Keyserling miêu tả năm 1880.